# Caspar Schleupner
Caspar Schleupner (* 1535 in Nürnberg; † nach 1598 in Breslau) war ein deutscher Rechenmeister.

## Leben und Werk
Caspar Schleupner wurde 1535 als Sohn des aus Neiße stammenden Reformators Dominikus Schleupner († 1547) und der Margaretha Apel († 1540/41) in Nürnberg geboren. Von 1547 an bekam er seine Ausbildung bei dem berühmten Schreib- und Rechenmeister Johann Neudörffer dem Älteren, anfangs auch bei dessen damaligem Lehrassistenten, dem späteren Frankfurter Rechenmeister Simon Jacob. Schleupner selbst blieb bis 1556 als Lehrassistent bei Neudörffer. Danach verließ er Nürnberg und ging 1560 nach Neiße in Oberschlesien, wo er als Deutschlehrer tätig war. Im Alter von fünfunddreißig Jahren wechselte er nach Breslau, wo er eine Schreib- und Rechenschule gründete und wo er nach 1598 starb.
Im Jahr 1586 veröffentlichte Schleupner ein kaufmännisches Rechenbuch mit dem Titel Der Deutschen und Welschen, so wol der gantzen Welt Practica Rechnung, in dem er Neudörffer als seinen Lehrer nennt. Unter dem Titel Rechenbüchlein auf der Linien erschien zunächst 1598 in Leipzig (VD 16 S 2993), dann in einer zweiten Auflage 1599 in Breslau ein Rechenbuch, das er den Frauen widmete. Es wurde in der Vergangenheit immer wieder seinem Lehrer Neudörffer zugeschrieben. Die Behauptung, bei dem Buch handele es sich um den postumen Abdruck eines handschriftlich von Neudörffer überlieferten Rechenbuches, ist jedoch nicht belegbar. Stattdessen ist das Rechenbüchlein wohl eine eigenständige Leistung Schleupners, der sich darin mehrfach auf den Breslauer Rechenmeister Johann Seckerwitz (* um 1485 † vor 1529) bezieht.  

## Werke
- Der Deutschen und Welschen, so wol der gantzen Welt Practica Rechnung. Kurtzer vnd warhafftiger Weg/im kauffen vnd verkauffen/ auch sonst im Wehr/ Lehr/ vnd Nehr stand/ nützlich zu gebrauchen. Durch Caspar Schleupner/ von Nürmberg/ deutschen Schulmeister zu Bresslaw inn Schlesien. Gesprechweiß gestellet/ vnd aus des alten Herrn Johann Newdörffers/ weyland Bürgers vnd Rechenmeisters in Nürmberg/ gegebenem Bericht/ etc. kurtz begriffen. Cum Gratia & Privilegio. Johann Scharffenberg, Breslau 1586 (Online).
- Rechenbüchlein/Auff der Linien. Inn Allen dreyen Stenden/als im Wehr/Lehr vnd Nehr stande/sehr nützlichen zu gebrauchen. Daraus ein fleissiger Leser/welcher alleine sein Ein mal Eins biß auff vier mal Neune/ außwendig kan/ ohne einigen Mündlichen bericht/ fuer sich selbst/ die Linien Rechnung lernen kan/ Wil geschweigen der/welcher zuuor schon seine Species auff der Federn gelernet hat. Derogleichen hieuor/in Deutscher sprach/nicht außgangen. Gesprech weis gestelt/Durch Caspar Schleupner von Nürnberg/Deudschen Schulmeister zu Breßlaw. Menniglichen/vnd beuor der lieben Jugend/zu nutz verfertiget. Mit Roem. Key. May. Freyheit. Andreas Wolcke (Erben) und David Albrecht, Leipzig 1598 (Online).[5]